# Diàmetre

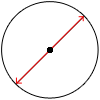
Diàmetre d'una circumferència.

En geometria, donada una circumferència, cercle, el·lipse, esfera, el·lipsoide, etc., el diàmetre (del grec diairo = dividir i metro = mesura) és un segment lineal tal que els seus extrems són punts d'aquesta figura (o del seu contorn si la figura és plena) i passa pel seu centre.
La definició de diàmetre d'un cercle ja va ser donada per Euclides d'Alexandria en els seus Elements, llibre I, definició 17: " Diàmetre d'un cercle és una recta qualsevol que passa pel centre i que acaba en ambdues direccions en la circumferència del cercle; esta línia recta també divideix el cercle en dues parts iguals".
Tots els diàmetres d'una esfera, circumferència o cercle mesuren la mateixa longitud, i per això es pot parlar per exemple del diàmetre de la circumferència en lloc d'un diàmetre. En aquestes figures, un diàmetre mesura el doble que un radi, i de fet està format per dos radis oposats. En aquestes figures, el diàmetre és també la corda més llarga. En cercles i circumferències, els diàmetres són eixos de simetria i divideixen la figura en dues parts iguals.
El símbol més usat per a representar el diàmetre és ø, i en algun context és anomenat fi per la similitud que hi ha entre aquest símbol i la lletra Φ de l'alfabet grec.
En una circumferència, la relació entre la seva longitud i el seu diàmetre és una constant que es coneix com a π, i val al voltant de 3,1416. Altres relacions vinculades amb aquest nombre també es troben amb l'àrea d'un cercle o el·lipse, el volum i la superfície d'una circumferència o el·lipsoide, etc.
Dos diàmetres d'una el·lipse són conjugats, si un diàmetre és paral·lel a la tangent de l'el·lipse per l'extrem de l'altre diàmetre i viceversa. Els únics diàmetres conjugats ortogonals d'una el·lipse són els seus eixos; a més, els eixos són eixos de simetria de l'el·lipse.